# Erika Hess
Pour les articles homonymes, voir Hess.
Erika Hess, née le 6 mars 1962 dans le hameau de Altzellen au-dessus du village de Grafenort, dans la commune de Wolfenschiessen, est une skieuse alpine suisse. Elle est la cousine de Monika Hess et la nièce d’Annemarie Waser.

## Biographie
La championne arrête ses études à l'âge de 16 ans pour se consacrer entièrement au ski. En 1987, elle termine sa carrière par deux médailles d'or aux Championnats du monde de 1987 à Crans-Montana. Le 7 mai 1988, elle épouse son ancien entraîneur Jacques Reymond, avec qui elle aura trois enfants. Le couple vit pour le ski et organise des camps d'entraînement et de perfectionnement destinés aux jeunes espoirs âgés entre 9 et 15 ans. En 1982, Erika Hess est élue sportive suisse de l'année.

## Palmarès

### Jeux olympiques
Erika Hess a disputé trois épreuves à l'occasion de deux Jeux olympiques d'hiver. Lors des Jeux olympiques de 1980 à Lake Placid, elle remporte la médaille de bronze, devancée par Hanni Wenzel et Christa Kinshofer. Aux Jeux olympiques de 1984 à Sarajevo, elle prend part à deux épreuves, tout d'abord en slalom où elle ne prend que la cinquième place puis en slalom géant avec une septième place.
| Édition / Épreuve   | Descente | Slalom géant | Slalom |
| ------------------- | -------- | ------------ | ------ |
| JO 1980 Lake Placid | -        | Abandon      | Bronze |
| JO 1984 Sarajevo    | -        | 7e           | 5e     |

### Championnats du monde
Erika Hess a pris part à cinq éditions de championnats du monde (l'édition 1980 est couplée avec les Jeux olympiques d'hiver de 1980). Elle y a remporté six médailles dont cinq titres et une médaille de bronze. D'abord, elle remporte la médaille de bronze à Lake Placid en 1980 en slalom, puis c'est aux mondiaux 1982 à Schladming qu'elle réalise sa plus grande performance avec trois titres (slalom, géant et combiné). Elle ajoute ensuite deux nouveaux titres avec le combiné en 1985 à Bormio et le slalom en 1987 à Crans-Montana.
| Édition / Épreuve                    | Descente | Super G                          | Slalom géant | Slalom  | Combiné |
| ------------------------------------ | -------- | -------------------------------- | ------------ | ------- | ------- |
| Mondiaux 1978 Garmisch-Partenkirchen | -        | Épreuve inexistante à cette date | 9e           | Abandon | -       |
| JO 1980 Lake Placid                  | -        | Épreuve inexistante à cette date | Abandon      | Bronze  | -       |
| Mondiaux 1982 Schladming             | -        | Épreuve inexistante à cette date | Or           | Or      | Or      |
| Mondiaux 1985 Bormio                 | -        | Épreuve inexistante à cette date | 11e          | Abandon | Or      |
| Mondiaux 1987 Crans-Montana          | 7e       | -                                | -            | Or      | Or      |

### Coupe du monde
- 2 gros globes de cristal en 1981-1982 et en 1983-1984.
- 6 petits globes de cristal :
  - Vainqueur du classement du slalom en 1980-1981, 1981-1982, 1982-1983 et 1984-1985
  - Vainqueur du classement du slalom géant en 1983-1984.
  - Vainqueur du classement du combiné en 1983-1984.
- 76 podiums dont 31 victoires en carrière.

| Saison/Classement | Général | Général | Descente | Descente | Slalom géant | Slalom géant | Slalom | Slalom | Combiné | Combiné |
| Saison/Classement | Class.  | Points  | Class.   | Points   | Class.       | Points       | Class. | Points | Class.  | Points  |
| ----------------- | ------- | ------- | -------- | -------- | ------------ | ------------ | ------ | ------ | ------- | ------- |
| 1977-1978         | 28e     | 7       | -        | -        | 21e          | 1            | 16e    | 6      | -       | -       |
| 1978-1979         | 15e     | 76      | -        | -        | 10e          | 43           | 18e    | 33     | -       | -       |
| 1979-1980         | 7e      | 111     | -        | -        | 5e           | 71           | 6e     | 62     | -       | -       |
| 1980-1981         | 2e      | 251     | 34e      | 5        | 3e           | 78           | 1re    | 125    | 4e      | 51      |
| 1981-1982         | 1re     | 297     | 35e      | 2        | 3e           | 105          | 1re    | 125    | 2e      | 77      |
| 1982-1983         | 3e      | 192     | -        | -        | 4e           | 78           | 1re    | 110    | 4e      | 35      |
| 1983-1984         | 1re     | 247     | 35e      | 5        | 1re          | 115          | 4e     | 89     | 1re     | 79      |
| 1984-1985         | 4e      | 168     | -        | -        | 12e          | 48           | 1re    | 100    | 5e      | 44      |
| 1985-1986         | 2e      | 242     | 25e      | 13       | 7e           | 52           | 2e     | 110    | 2e      | 56      |
| 1986-1987         | 4e      | 169     | 32e      | 3        | 4e           | 62           | 3e     | 96     | 3e      | 15      |

| Saison / Épreuve | Slalom géant                    | Slalom                                                          | Combiné            | Total |
| ---------------- | ------------------------------- | --------------------------------------------------------------- | ------------------ | ----- |
| 1980-1981        | Wangs-Pizol                     | Schruns Crans-Montana Les Diablerets Zwiesel Furano Wangs-Pizol | -                  | 7     |
| 1981-1982        | Alpe d'Huez                     | Piancavallo Saint-Gervais Maribor Bad Gastein Alpe d'Huez       | Bad Gastein        | 7     |
| 1982-1983        | Val d'Isère                     | Piancavallo Maribor                                             | -                  | 3     |
| 1982-1984        | Val d'Isère Saint-Gervais Jasna | Kranjska Gora Maribor                                           | Sestrières Verbier | 7     |
| 1984-1985        | -                               | Park City Heavenly Valley                                       | -                  | 2     |
| 1985-1986        | -                               | Savognin Park City                                              | Sestrières         | 3     |
| 1986-1987        | -                               | Waterville Valley Val Zoldana                                   | -                  | 2     |
| Total            | 6                               | 21                                                              | 4                  | 31    |

### Arlberg-Kandahar
- Vainqueur du Kandahar 1983-1984 à Val-d'Isère/Sestrières